# Етамбутол/ізоніазид/піразинамід/рифампіцин
Етамбутол/ізоніазид/піразинамід/рифампіцин (також відомий як етамбутол/ізоніазид/піразинамід/рифампін) – це препарат, що використовується для лікування туберкульозу. Це комбінація з фіксованою дозою етамбутолу, ізоніазиду, піразинаміду та рифампіцину. Його використовують як окремо, так і в комбінації з іншими протитуберкульозними препаратами. Препарат приймається перорально.
Побічні ефекти відповідають тим, що характерні для кожного з компонентів препарату. Для зменшення ризику оніміння може використовуватися піридоксин. Не рекомендований для людей із захворюваннями печінки або тяжкою нирковою недостатністю. Може бути непридатним для застосування у дітей. Безпека застосування під час вагітності залишається нез'ясованою.
Препарат входить до Орієнтовного переліку основних лікарських засобів, розробленого ВООЗ. У Сполученому Королівстві, вартість стандартного місячного курсу лікування для NHS станом на 2015 рік становила 98,75 фунта стерлінгів. У Сполученому Королівстві він продається під торговими марками Voractiv та Rimstar.